# Vanni Bramati
Vanni Bramati (Bari, 22 febbraio 1972) è un attore e sceneggiatore italiano.

## Biografia
Laureatosi in giurisprudenza si trasferisce a Roma dove inizia a lavorare come attore. Dalla fine degli anni novanta recita in TV come attore protagonista e coprotagonista in numerose serie televisive. La popolarità gli giunge interpretando per cinque stagioni e mezzo (148 episodi) il controverso agente di polizia Luciano Russo nella serie poliziesca La squadra su Rai 3. Il suo debutto al cinema avviene con una piccola apparizione in Malèna di Giuseppe Tornatore, cui seguono Il tramite alias Without Coscience di Stefano Reali, La canarina assassinata di Daniele Cascella,  Come il vento di Marco Simon Puccioni, Lasciami per sempre di Simona Izzo.
Dal 2007 affianca all'attività di attore, quella di autore e regista firmando cortometraggi, videoclip e documentari. Nel 2010 è autore, regista e coproduttore del film documento U megghie paise, i quattro mesi in cui Bari impazzì, la storia parallela di nove tifosi di differenti estrazioni socio-culturali accomunati dalla passione per la stessa squadra di calcio.
Ha due figlie

## Filmografia

### Attore

#### Cinema
- Malèna, regia di Giuseppe Tornatore (2000)
- Verso nord, regia di Stefano Reali (2003)
- Il tramite, regia di Stefano Reali (2004)
- La canarina assassinata, regia di Daniele Cascella (2008)
- Come il vento, regia di Marco Simon Puccioni (2013)
- Fratelli unici, regia di Alessio Maria Federici (2014)
- Lasciami per sempre, regia di Simona Izzo (2017)
- Il nibbio, regia di Alessandro Tonda (2025)

#### Cortometraggi
- A piedi nudi sul palco, regia di Andrea Rovetta (2007)
- El Busca, regia di Vanni Bramati (2008)
- L'amore è un giogo, regia di Andrea Rovetta (2009)
- Angelo o la Pasqua di Salvo, regia di Sebastiano Greco (2010)
- E il naufragar m'è dolce in questo mare, regia di Maria Bulzacchelli (2018)

#### Televisione
- Casa Vianello, regia di Fosco Gasperi – serie TV, episodio 8x02 (2000)
- Valeria medico legale, regia di Gianfrancesco Lazotti – serie TV (2000)
- Tequila & Bonetti – serie TV, episodio 1x06 (2000)
- Tutti amano Raymond – serie TV, episodio 5x01 (2000)
- La squadra – serie TV, 148 episodi (2001-2005)
- Ama il tuo nemico 2, regia di Damiano Damiani – miniserie TV (2001)
- Camici bianchi, regia di Stefano Amatucci – serie TV (2001)
- Nati ieri, regia di Luca Miniero – serie TV (2006)
- R.I.S. 3 - Delitti imperfetti, regia di Pier Belloni – serie TV,  episodio 3x11 (2007)
- R.I.S. 5 - Delitti imperfetti, regia di Fabio Tagliavia – serie TV, 4 episodi (2009)
- Un posto al sole – soap opera, 30 episodi (2010)
- Rex 4, regia di Andrea Costantini – serie TV, episodio 4x02 (2011)
- Squadra antimafia - Palermo oggi 3 – serie TV, episodio: 3x09 (2011)
- Mai per amore, episodio Helena & Glory, regia di Marco Pontecorvo – miniserie TV (2012)
- I Cesaroni, regia di Stefano Vicario e Francesco Pavolini – serie TV, episodio 5x24 (2012)
- Un caso di coscienza, regia di Luigi Perelli – serie TV, episodio 5x05 (2013)
- Don Matteo, regia di Monica Vullo – serie TV, episodio 9x06 (2014)
- L'esilio dell'Aquila, regia di Stefano Muti – serie TV (2014)
- Fuoco amico TF45 - Eroe per amore, regia di Beniamino Catena – serie TV, episodio 1x01 (2016)
- Boris Giuliano - Un poliziotto a Palermo, regia di Ricky Tognazzi – miniserie TV (2016)
- L'isola di Pietro 2, regia di Giulio Manfredonia e Luca Brignone – serie TV (2018)
- Fino all'ultimo battito, regia di Cinzia TH Torrini – serie TV, 10 episodi (2021)
- Luce dei tuoi occhi, regia di Fabrizio Costa – serie TV, episodio 1x02 (2021)
- Storia di una famiglia perbene, regia di Stefano Reali – serie TV (2021-2024)
- Viola come il mare, regia di Francesco Vicario – serie TV, episodio 1x04 (2022)
- Le indagini di Lolita Lobosco, regia di Renato De Maria – serie TV, episodio 3x01 (2024)
- Alex Bravo poliziotto a modo suo, regia di Beniamino Catena – serie TV (2024)

### Regista e sceneggiatore
- El Busca (cortometraggio) (2008)
- U megghie paise: i 4 mesi in cui Bari impazzì (documentario) (2010)
- Caramelle e pop corn (videoclip) Elisa Rossi (2010)
- Diamonds (videoclip) Adikapongo (2011)
- Oltre il vetro (videoclip) Elisa Rossi (2013)
- Eva, my Love (soggetto e sceneggiatura) (2017)
- Touch my Heart ft James "D-Train" Williams (videoclip) Adikapongo (2020)
- Ominia Liberi (documentario) 2023

## Teatro
- Storia di amore e di gelosia, regia di Alfredo Vasco (1995)
- Romeo and Juliette, regia di Alfredo Vasco (1996)
- L'amore è un cane che viene dall’inferno, di Charles Bukowski, regia di Vanni Bramati e Pietro Naglieri (1996)
- Incontri ravvicinati di un solo tipo, regia di Vito Peragine e Sollecito (1998)
- Erezioni cutanee, regia di R. Monaco (1999)
- Bresvort, regia di L. Rizzi (2005)
- Déjala Sangrar, di Benjamín Galemiri, regia di Michela Andreozzi e Antonio Spadaro (2006)